# Aart Elshout
Aart Elshout (Rotterdam, 3 januari 1947 - Estillac, 16 februari 2021) was een Nederlands kunstschilder, graficus en tekenaar.
Elshout volgde een opleiding aan de Ambachtsschool in Rotterdam. Van 1963 tot 1969 deed hij de opleiding voor kunstvorming aan de Academie voor Beeldende Kunsten Rotterdam.
In 1975 vormde Elshout samen met Astrid Tielemans en Albert de Kruif het kunstenaarstrio Alumet. De drie kunstenaars woonden samen in Frankrijk en maakten daar gezamenlijke kunstwerken, ondertekend met Alumet. In de vroegere werken zijn de drie individuele kunstenaars nog te herkennen, maar uiteindelijk verdwenen de verschillen en lijken de kunstwerken gemaakt door één persoon.
Van 1978 tot zijn scheiding in 2004 met Astrid Tielemans woonde en werkte hij in de Franse plaats Madaillan Na zijn scheiding hield ook de kunstenaarsgroep Alumet ophouden te bestaan. 
Van 2005 tot 2021 leefde Aart Elshout in de plaats Estillac in het departement Lot-et-Garonne. In november 2006 hertrouwde Aart Elshout met dr. Christine Miaux de Redon. In 2021 overleed hij op 74-jarige leeftijd.
In 2021 is in samenwerking met de vrouw van Aart de vereniging "Vrienden van Aart" opgericht met als doel zijn kunst voort te laten leven.

## Kunstwerken

### Installaties op locatie
| Jaar | Titel                          | Locatie                    | Land             | Opmerkingen                                  |
| ---- | ------------------------------ | -------------------------- | ---------------- | -------------------------------------------- |
| 1990 | Air                            | ENAC, Toulouse             | Frankrijk        |                                              |
| 1990 | Terre                          | Prayssas                   | Frankrijk        |                                              |
| 1992 | Homage au Voyageur             | Tonneins                   | Frankrijk        |                                              |
| 1995 | Notes between heaven and earth | Mattes Factory, Pittsburgh | Verenigde Staten | creatie van 1000 tekeningen achter plexiglas |
| 1995 | Presence enregistreés          | Lecoutre                   | Frankrijk        |                                              |
| 1996 | Travel Lightly                 | Auch                       | Frankrijk        |                                              |
| 1998 | Sweet sweet reality            | Montenon                   | Frankrijk        |                                              |
| 1998 | Teken van aanwezigheid         | Zoelmond                   | Nederland        |                                              |

### Opdrachten
| Jaar | Beschrijving                                                                   | Gebouw            | Plaats     | Land      |
| ---- | ------------------------------------------------------------------------------ | ----------------- | ---------- | --------- |
| 1991 | schilderwerk van 600 m² op het plafond van drie ruimtes van de bedrijfskantine | AkzoNobel Centrum | Arnhem     | Nederland |
| 1991 | polyester schijfbeeldhouwwerk bedekt met bladgoud                              | AkzoNobel Centrum | Arnhem     | Nederland |
| 1995 | aquarel drieluik                                                               | CEO               | Agen       | Frankrijk |
| 1996 | vier schilderijen                                                              | Loyens en Loef    | Oosterbeek | Nederland |
| 1996 | schilderij met reliëf van 3,5x4,5 meter “One Being”                            | Vredespaleis      | Den Haag   | Nederland |
| 2000 | 17 muurschilderingen                                                           | ENAP              | Agen       | Frankrijk |
| 2002 | muurschilderingen                                                              | Basisschool       | Astaffort  | Frankrijk |
| 2003 | bronzen beeld en muurobjecten                                                  | Basisschool       | Layrac     | Frankrijk |

Verder is zijn werk opgenomen in het Dordrechts Museum, Societé General in Agen, de Phillip Morris Collection in New York, het Gemeentemuseum Schiedam, Gemeentemuseum Piestani in Slowakije en de collectie Marc Pessin in Grenoble.

## Tentoonstellingen

### Individuele tentoonstellingen
| Jaar | Tentoonstellingsruimte                                 | Plaats            | Land             |
| ---- | ------------------------------------------------------ | ----------------- | ---------------- |
| 1979 | Cultureel centrum Alban Minvile                        | Toulouse          | Frankrijk        |
| 1980 | Gemeentelijk museum                                    | Roermond          | Nederland        |
| 1986 | Musée Municipale Marzelle                              | Marmande          | Frankrijk        |
| 1987 | Palais des Arts                                        | Toulouse          | Frankrijk        |
| 1988 | Eglise Sainte Foy                                      | Pujols            | Frankrijk        |
| 1989 | Grenier de Chapitre                                    | Cahors            | Frankrijk        |
| 1991 | Frankfurter Buchmesse                                  | Frankfurt am Main | Duitsland        |
| 1992 | Galerie Dedato                                         | Amsterdam         | Nederland        |
| 1993 | Galerie Gerulata                                       | Bratislava        | Slowakije        |
| 1993 | Gemeentelijk museum                                    | Bratislava        | Slowakije        |
| 1993 | Cultureel centrum                                      | Ringkøbing        | Denemarken       |
| 1994 | Galerie Penn Modem                                     | Pittsburgh        | Verenigde Staten |
| 1994 | La Bond de la Baleine à Bosse                          | Toulouse          | Frankrijk        |
| 1997 | Internationaal Gerechtshof                             | Den Haag          | Nederland        |
| 1999 | Skovhuset                                              | Værløse           | Denemarken       |
| 2000 | Landbouwuniversiteit                                   | Wageningen        | Nederland        |
| 2002 | Alter botanischer Garten                               | Göttingen         | Duitsland        |
| 2003 | Eigen atelier                                          | Estillac          | Frankrijk        |
| 2005 | Art & Calligraphie                                     | Nay               | Frankrijk        |
| 2005 | Radhushallen                                           | Ringkøbing        | Denemarken       |
| 2012 | Eigen atelier                                          | Estillac          | Frankrijk        |
| 2013 | ‘Eloges de L’eau’ l’église de Jacobins                 | Agen              | Frankrijk        |
| 2014 | Abbaye de Flaran                                       | Valence-sur-Baïse | Frankrijk        |
| 2015 | La Galerie Va Bene                                     | La Romieu         | Frankrijk        |
| 2016 | ‘Paysages et jardins secrets’ in eigen atelier/galerie | Albret            | Frankrijk        |
| 2017 | ‘Aqua Mundo’ Le Carmel                                 | Tarbes            | Frankrijk        |
| 2018 | ‘Shizen’in eigen atelier/galerie                       | Albret            | Frankrijk        |
| 2019 | ‘Par amour de l’art’ in eigen atelier/galerie          | Albret            | Frankrijk        |

### Groepstentoonstellingen (met Alumet)
| Jaar | Tentoonstellingsruimte  | Plaats             | Land             |
| ---- | ----------------------- | ------------------ | ---------------- |
| 1979 | Paleis op de Dam        | Amsterdam          | Nederland        |
| 1979 | Gemeentegalerie         | Vitry-sur-Seine    | Frankrijk        |
| 1981 | Galerie des Ponchettes  | Nice               | Frankrijk        |
| 1982 | Casino                  | Oostende           | België           |
| 1983 | Musée des Baux Arts     | Pau                | Frankrijk        |
| 1984 | Gemeentemuseum          | Oostende           | België           |
| 1985 | ENAC                    | Nice               | Frankrijk        |
| 1985 | Musée Grimaldi          | Cagnes-sur-Mer     | Frankrijk        |
| 1987 | Bibliothéque Municipale | Grenoble           | Frankrijk        |
| 1990 | Gemeentelijk museum     | Schiedam           | Nederland        |
| 1991 | ‘Détours’               | Billière           | Frankrijk        |
| 1994 | ‘Plein Champs’          | Montpezat          | Frankrijk        |
| 1994 | ‘Détours’               | Billière en Auch   | Frankrijk        |
| 1995 | Musée Ingres Bourdelle  | Montauban          | Frankrijk        |
| 1996 | Chrysler Museum of Art  | Norfolk (Virginia) | Verenigde Staten |

## Prijzen
- Drempelprijs van de Rotterdamse Kunststichting (1969)[5]
- Europaprijs voor Schilderkunst van de stad Oostende, als kunstenaarstrio Alumet (1973)[6]
- Buning Brongers Prijs (1973)[7]

- Bibliothèque nationale de France: cb16717293g (data)
- RKD-Nederlands Instituut voor Kunstgeschiedenis: 26080
- Système universitaire de documentation: 237240041
- Union List of Artist Names: 500590355
- Virtual International Authority File: 305313995